# Doulaye
Die Doulaye ist ein Fluss in Frankreich, der im Département Vendée in der Region Pays de la Loire verläuft. Sie entspringt im Gemeindegebiet von Bournezeau, entwässert generell in südlicher Richtung und mündet nach rund 19 Kilometern an der Gemeindegrenze von Mareuil-sur-Lay-Dissais und Château-Guibert als linker Nebenfluss in den Marillet.

## Orte am Fluss
(in Fließreihenfolge)
- Bournezeau
- Les Pineaux